# Reprezentacja Albanii w futsalu mężczyzn
Reprezentacja Albanii w futsalu  – zespół futsalowy, biorący udział w imieniu Albanii w meczach i sportowych imprezach międzynarodowych, powoływany przez selekcjonera, w którym mogą występować wyłącznie zawodnicy posiadający obywatelstwo albańskie.

## Udział w mistrzostwach świata
- 2008 – Nie zakwalifikowała się
- 2012 – Nie zakwalifikowała się

## Udział w mistrzostwach Europy
- 2005 – Nie zakwalifikowała się
- 2007 – Nie zakwalifikowała się
- 2010 – Nie zakwalifikowała się
- 2012 – Nie zakwalifikowała się